# Al-Salih Ismaël
Al-Malik es-Salih Imad ed-Din Isma’il ou plus simplement Al-Salih Isma’il  (v.1200 † 1250) est sultan de Damas en 1237 et de 1239 à 1245. Il est fils du sultan ayyoubide Al-Adel.

## Biographie
Cadet du sultan Al-Adel Sayf ad-Din, il apparaît peu dans les vingt ans qui suivent la mort de son père et ne semble avoir que faiblement participé aux luttes entre ses frères Al-Kamil, sultan d’Égypte et al-Mu’azzam, sultan de Damas.  Al- Mu’azzam meurt en 1227 et son frère Al-Ashraf devient sultan de Damas après avoir écarté son neveu An-Nasir Dâ'ûd en 1229.
Après deux campagnes communes contre les Khoarismiens (1230), puis contre les seldjoukides de Rum, Al-Ashraf se brouille avec son frère Al-Kamil et prépare une révolte contre son frère aîné, quand il meurt le 27 août 1237. Al-Ashraf ne laisse qu'une fille, et désigne pour lui succéder son frère cadet Al-Salih Ismaël. Al-Salih Ismail tente de reprendre le flambeau de la révolte à son compte, mais Al-Kamil assiège la ville et la prend le 29 décembre 1237. Al Salih Ismael cède Damas reçoit Ba’albek en fief. Al-Kamil meurt peu après, le 8 mars 1238. Son fils Al-Adel II lui succède, mais il est de faible caractère et l’anarchie s’installe dans l’empire ayyoubide. al-Salih Ayyoub prend Damas à son frère Al-Adel en 1239, mais il en est dépossédé en septembre 1239 par Al-Salih. An-Nasir Dâ'ûd capture Ayyoub et le retient prisonnier à Kerak. Peu après, An-Nasir Dawud et Ayyoub se réconcilient et attaquent Al-Adel. Ayyoub devient sultan d’Égypte, tandis que Dawud s’empare de la Palestine, puis de Jérusalem en réaction à une nouvelle croisade.
Inquiet de l’arrivée d’Ayyoub au pouvoir en Égypte, Ismail s’allie en 1240 aux Francs contre son frère Ayyoub et leur cède Beaufort et Safed et leur promet la rétrocession de tout le  royaume de Jérusalem. Ismail bat An-Nasir dans le Belqa et se trouve en bonne position pour vaincre Ayyoub quand les croisés signent une paix séparée avec l’Égypte et obtiennent la cession d’Ascalon. Ismail est obligé de faire la paix avec Ayyub et de le reconnaître comme suzerain.
En 1243, les deux frères se brouillent et Ismail s’allie aux Francs contre son frère Ayyoub. Ce dernier fait appel aux Koarismiens qui ravagent le sultanat de Damas, prennent Jérusalem le 23 août 1244, rejoigne l’armée égyptienne à Gaza. Celle-ci bat la coalition des armées franques et syriennes à la Forbie le 17 octobre 1244. Ayyoub profite de son succès pour occuper Jérusalem et assiège Damas d’avril à octobre 1245. Ismael se rend dans les premiers jours d’octobre et se retire à Baalbeb
Al-Salih est tué en 1250.

### Sources
- René Grousset, Histoire des croisades et du royaume franc de Jérusalem - III. 1188-1291 L'anarchie franque, Paris, Perrin, 1936 (réimpr. 2006), 902 p.
- Amin Maalouf, Les Croisades vues par les Arabes, J’ai lu, 1983 (ISBN 978-2-290-11916-7)